# Johannes Pujasumarta
Johannes Maria Trilaksyanta Pujasumarta (* 27. Dezember 1949 in Surakarta; † 10. November 2015 in Semarang) war ein indonesischer Geistlicher und römisch-katholischer Erzbischof von Semarang.

## Leben
Johannes Pujasumarta empfing am 25. Juni 1977 die Priesterweihe.
Papst Benedikt XVI. ernannte ihn am 17. Mai 2008 zum Bischof von Bandung. Der Erzbischof von Jakarta, Julius Riyadi Kardinal Darmaatmadja SJ, spendete ihm am 16. Juli desselben Jahres die Bischofsweihe; Mitkonsekratoren waren Leopoldo Girelli, Apostolischer Nuntius in Indonesien und Osttimor, und Ignatius Suharyo Hardjoatmodjo, Erzbischof von Semarang und Militärbischof von Indonesien.
Am 12. November 2010 wurde er durch Benedikt XVI. zum Erzbischof von Semarang ernannt und am 7. Januar des nächsten Jahres in das Amt eingeführt.